# لاسکانو

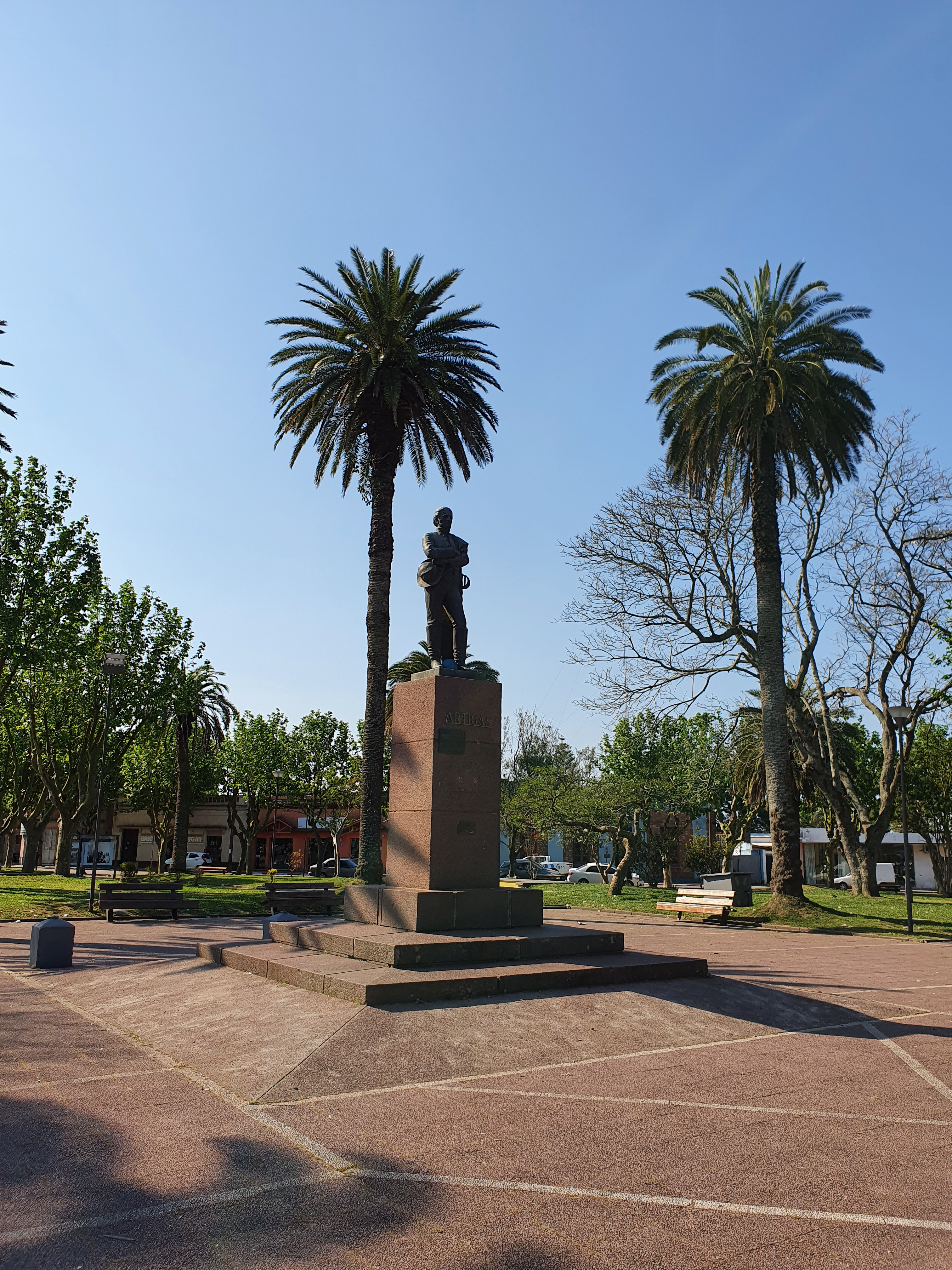
لاسکانو

لاسکانو (به اسپانیایی: Lascano) شهری در کشور اروگوئه، استان روچا است که جمعیت آن در سرشماری سال ۲۰۰۴ میلادی ۶٬۹۹۴ نفر بوده‌است.